# کرت ایگل
کرت ایگل (انگلیسی: Kurt Eigl؛ زادهٔ ۷ مارس ۱۹۵۴) بازیکن فوتبال اهل آلمان است.
از باشگاه‌هایی که در آن بازی کرده‌است می‌توان به باشگاه فوتبال دارمشتات ۹۸، باشگاه فوتبال بایر ۰۴ لورکوزن، و باشگاه فوتبال هامبورگ اشاره کرد.